# Arouna Modibo Touré
Pour les articles homonymes, voir Touré.
Arouna Modibo Touré est un homme politique et comptable malien. Il fut ministre de la Jeunesse et des Sports de mai 2019 à juillet 2020, et ministre de l'Économie numérique et de la Communication d'avril 2017 à mai 2019. Il fut directeur du PMU-Mali de 2015 à 2017 et directeur général de l'Agence nationale pour l'emploi pendant 2 mois entre 2014 et 2015. 

## Biographie
Arouna Modibo Touré fait ses études supérieures à l'ENA de Bamako, à Sciences Po ainsi qu'à l'ESCP Europe,.
Il commence à travailler à l'Agence nationale d'investissement des collectivités territoriales (ANICT) en tant que chef comptable, puis accède à la direction financière de l'agence. Il travaille ensuite tour à tour pour le compte du cabinet d'audit Nicolas Kouvahey (consultant), de la société ABB SAE SPA (auditeur interne) et de TOURE & Associés. 
En 2014, il est nommé directeur général de l'Agence nationale pour l'emploi (ANPE), mais ne reste que 2 mois à ce poste,. Il est ensuite nommé directeur du PMU-Mali en mai 2015.
Le 11 avril 2017, il fait son entrée au gouvernement en étant nommé Ministre de l'économie numérique et de la communication par le Premier ministre Abdoulaye Idrissa Maïga. Il fait voter la loi portant sur la création d'une Agence de gestion des fonds d’accès universel (AGEFAU) le 27 avril 2017. Le 3 mai 2017, à l'occasion de la Journée mondiale de la liberté de la presse, il annonce des réformes visant à dépénaliser les délits de presse. Le 8 février 2018, il lance une nouvelle carte de presse, dotée d'un code barre d'identification, afin de lutter contre les contrefaçons et d'« assainir » le paysage médiatique.
Lors du remaniement du 5 mai 2019, il est nommé ministre de la Jeunesse et des Sports dans le nouveau gouvernement de Boubou Cissé.

## Carrière sportive
Arouna Modibo Touré est également un pratiquant de taekwondo. Il possède une ceinture noire dans cette discipline,.

## Affaire Securiport
Le 11 octobre 2023, Arouna Modibo Touré est placé sous mandat de dépôt par la Cour suprême du Mali dans le cadre de l'affaire de détournement de biens publics « Securiport »,. Il fait l'objet d'une privation de liberté pendant 4 mois avant de bénéficier d'une liberté provisoire.